# 2008 HQ3
2008 HQ3 es un asteroide que forma parte de los asteroides Apolo y fue descubierto el 29 de abril de 2008 desde Mount Lemmon Survey.

## Designación y nombre
Designado provisionalmente como 2008 HQ3. 

## Características orbitales
2008 HQ3 está situado a una distancia media del Sol de 1,356 ua, pudiendo alejarse hasta 1,712 ua y acercarse hasta 1,000 ua. Su excentricidad es 0,263 y la inclinación orbital 1,791 grados. Emplea 576,70 días en completar una órbita alrededor del Sol.
La última aproximación a la órbita terrestre fue el 23 de abril de 2008.

## Características físicas
La magnitud absoluta de 2008 HQ3 es 27,5.